# Refuge de Turia
Das Refuge de Turia ist eine Schutzhütte, die sich im Département Savoie in der Region Auvergne-Rhône-Alpes befindet. Die 1973 errichtete Schutzhütte, die auf einer Höhe von 2427 m liegt, gehört der Verwaltung des Nationalparks Vanoise. Die Hütte ist auch außerhalb der Öffnungszeiten ganzjährig zugänglich.

## Zustiege
Der Normalweg beginnt im Weiler la Gurraz, der auf halbem Weg zwischen Sainte-Foy-Tarentaise und Tignes liegt. Der Weg beginnt am ca. 1600 m hoch gelegenen Parkplatz du Chantel; dort startet auch der Aufstieg zur Schutzhütte Refuge de La Martin. Von dort steigt man auf einem aussichtsreichen Weg zunächst zu den Almen Cousset und Fenil auf. Auf dem letzten Teilstück der Wanderung öffnet sich der Blick auf den Mont Blanc. Für die Wanderung, bei der man einen Höhenunterschied von 800 m bewältigt, sollte man ca. 2h15 einrechnen.
Alternativ kann man den Anstieg vom Forsthaus Le Planay (Höhe 1300 m) in der Nähe von Villaroger beginnen. Der Weg führt dicht an den Gipfeln der l’Aiguille rouge und des Mont Turia vorbei. Auf diesem Weg bewältigt man einen Höhenunterschied von 1200 m. Für den Anstieg sollte man ca. 4h30 einplanen.
Ferner besteht ein Weg von Les Arcs aus. Kurz vor Arc2000 geht man zunächst in Richtung Plan des violettes. Auf diesem Weg bewältigt man einen Höhenunterschied von 750 m. Für den Anstieg sollte man ebenfalls ca. 4h30 einplanen.

## Tourenmöglichkeiten
Die Hütte dient als Ausgangspunkt für die Besteigungen des Dôme de la Sache und des Mont Pourri.